# Mingma Gyalje Sherpa
Mingma Gyalje Sherpa, także Mingma G (ur. 14 kwietnia 1986 w Gauri Sankar w Nepalu) – Szerpa, himalaista, zdobywca szczytów wszystkich ośmiotysięczników.

## Życiorys
Urodził się na wysokości 4200 m w dolinie Ralwaling, w dystrykcie Dholkha, w północno-wschodnim rejonie Nepalu. Jego ojciec Dorjee Sherpa był nepalskim wspinaczem. Mingma Gyalje w wieku 11 lat wyjechał do stolicy Nepalu Katmandu, gdzie rozpoczął naukę w szkole. Od 2009 studiował na kierunku przedsiębiorczości (ang. Business) na Newton International College w ramach Uniwersytetu Tribhuwan. Studia ukończył w 2011 otrzymując tytuł Bachelor’s degree. W Katmandu mieszkał przez wiele lat i tutaj rozpoczął swoją karierę himalaisty. Pierwszą ekspedycją, w której uczestniczył na wiosnę 2006, była japońska wyprawa na Manaslu (8163 m). Tym razem nie stanął jeszcze na szczycie. W sezonie zimowym 2006/2007 brał udział w japońskiej zimowej wyprawie na Lhotse (8516 m) drogą południową, która uznawana jest za jedną z najtrudniejszych. Doszedł wtedy do wysokości 8300 m. Na wiosnę 2007 brał udział we francuskiej wyprawie na Mount Everest (8848 m). Wtedy 19 maja 2007 po raz pierwszy wszedł na szczyt Mount Everestu. W kolejnych wyprawach organizowanych wchodził wielokrotnie na szczyty ośmiotysięczników. 4 października 2024 zdobył szczyt Sziszapangmy i dołączył do grona zdobywców szczytów wszystkich cztermastu ośmiotysięczników.
Zdobyte szczyty ośmiotysięczników
| L.p. | Szczyt (wysokość)      | Data |
| ---- | ---------------------- | --- |
| 1.   | Mount Everest (8848 m) | 19 maja 2007, 24 maja 2010, 19 maja 2011, 19 maja 2012, 20 maja 2016, 21 maja 2019, 16 maja 2022 (bez wspomagania tlenem z butli) |
| 2.   | K2 (8611 m)            | 27 lipca 2014, 28 lipca 2017, 16 stycznia 2021, 22 lipca 2022                                                                     |
| 3.   | Kanczendzonga (8586 m) | 20 maja 2013 |
| 4.   | Lhotse (8516 m)        | 29 kwietnia 2018 |
| 5.   | Makalu (8481 m)        | 11 maja 2017 |
| 6.   | Czo Oju (8201 m)       | brak daty wejścia |
| 7.   | Dhaulagiri (8167 m)    | 30 kwietnia 2017 |
| 8.   | Manaslu (8156 m)       | 29 września 2009, 12 października 2011, 30 września 2016, 28 września 2018, 27 września 2021                                      |
| 9.   | Nanga Parbat (8126 m   | 2 października 2017 |
| 10.  | Annapurna (8091 m)     | 24 marca 2015, 16 kwietnia 2021                                                                                                   |
| 11.  | Gaszerbrum I (8068 m)  | 4 sierpnia 2016 |
| 12.  | Broad Peak (8051 m)    | 4 sierpnia 2017 |
| 13.  | Gaszerbrum II (8035 m) | 25 lipca 2019 |
| 14.  | Sziszapangma (8027 m)  | 4 października 2024 |

Wchodził również na wiele niższych szczytów: Ama Dablam (6812 m) 28 listopada 2009, Thorong Peak, Paldor Peak, Imja Tse, Pharchamo, Ramdung, Lobuje, Chulo peak. Jako pierwszy zdobył szczyty Cheki-Go (6257 m) 18 października 2010, Bamongo (6400 m) i Chobuje (6685 m), na który wszedł samotnie w 2015.
Jest członkiem Nepalskiego Stowarzyszenia Alpinizmu (ang. Nepal Mountaineering Association (NMA)). Przeszedł wiele szkoleń dla przewodników himalajskich prowadzonych przez Nepalskie Stowarzyszenie Alpinizmu, Nepalskie Stowarzyszenie Instruktorów Alpinizmu (ang. Nepal Mountaineering Instructors Association (NMIA)) i Nepalskie Narodowe Stowarzyszenie Przewodników Górskich (ang. Nepal National Mountain Guide Association). Od 2013 był Narodowym Przewodnikiem (ang. National Guide) certyfikowanym przez Nepalskie Narodowe Stowarzyszenie Przewodników Górskich. Od 2016 jest Przewodnikiem Międzynarodowym (ang. International Guide) certyfikowanym przez Międzynarodową Federację Stowarzyszeń Przewodników Górskich (IFMGA/UIAGM).

### Zdobycie K2 zimą
Był członkiem zespołu 10 Nepalczyków, którzy jako pierwsi zdobyli K2 zimą 16 stycznia 2021 roku. Na szczyt K2 wszedł wspomagając się tlenem z butli. Zespół powstał poprzez połączenie grupy Mingma G, w skład której wchodził on sam, organizator grupy i jej dyrektor, oraz Dawa Tenji Sherpa i Kili Pemba Sherpa z grupą Nirmala Purji, do których dołączył Sona Sherpa z grupy Seven Summit Treks.